# Hanna Alwan
Hanna G. Alwan ML (ur. 20 września 1954 w Ajtu) – libański duchowny maronicki, od 2011 biskup kurialny Antiochii.

## Życiorys
Święcenia kapłańskie przyjął 18 lipca 1981 w zakonie Libańskich Misjonarzy Maronickich. Pracował głównie w sądach kościelnych, był także ekonomem generalnym zakonu. W 1991 wyjechał do Rzymu i rozpoczął pracę w Trybunale Roty Rzymskiej. W latach 2000–2010 był również rektorem Papieskiego Kolegium Maronickiego.
13 sierpnia 2011 papież Benedykt XVI zatwierdził jego wybór na biskupa kurialnego patriarchatu antiocheńskiego i nadał mu biskupstwo tytularne Sarepta dei Maroniti. Chirotonii biskupiej udzielił mu 16 września 2011 patriarcha Béchara Boutros Raï.